# 馬路須加學園3
《馬路須加學園3》（日语：マジすか学園3）是東京電視台系列電視劇24（每週星期五24:12 - 24:53、JST）由島崎遙香主演的電視劇。馬路須加學園系列的第三作，也是全系列唯一背景設定不同的作品。

## 概要
前作擔任主演的前田敦子更替為島崎遙香主演。同時，主要成員和角色設定也大幅度地變更。
而且，舞台與前作的以不良學園的設定也改變，以20XX年的少年刑務所（民間更生教育法人的「監獄 HOPE」經營）為設定。

## 簡介
20XX年，少年法被修正，法務省矯正局委託由民間企業經營管理的少女監獄。
沒有記憶的少女・Paru被監獄監禁的地方故事開始。

### 民間更生教育法人「監獄 HOPE」
收監人数321人。通称「馬路須加監獄」
當作改換裝飾了本來是學園的設施的東西。

## 登場人物

### 監獄 HOPE
No.→囚人編号
毒蛇組
Paru（パル） - 島崎遙香
No.C-0321。Room C-4。今作的主角。信長的替代。太妹時期，遇見了代代木圭太，圭太教導了Paru什麼是「認真」，後來跟圭太成為情侶，但因為監獄的取代信長計畫，圭太被Miyu殺害，Paru被嫁禍成殺人罪並因傷痛太大失去了記憶，而被送到了監獄。剛開始，Paru因失憶而不知道在監獄裡的意義，幸虧Peace始終幫助著Paru，讓Paru找到自己在監獄的意義，後來也因為自身的實力成為毒蛇組的頭頭。而後進而知道美宥是真正的殺人兇手，並與她決戰而差點成為監獄的暗殺者，不給美宥最後一擊，認為要美宥回應圭太的遺言，也就是圭太的認真。第9話並跟貓鼬組頭頭杏仁決鬥，經歷一場死鬥並擊敗他，互相回應對方的認真。第11話後來2組一起進行推翻監獄計畫，最终话Paru跟Peace、無名成功逃出监狱。認真的時候，會把髮圈弄在手上做成拳套的樣子。
Peace（ピース） - 木崎由里亞
No.C-0301。Room C-4。宿舍为C-4。很有门路，能从马路须加监狱外带很多里面的人需要的东西，其實自身很強，但在組內並不表現出自己的實力。认为Paru是自己的同伴，实为所长的女儿，也為監獄的人，只要是監獄的命令都會聽從，最終話因為Paru的話而動搖。最终话中与Paru和無名一起逃出监狱。
恶女 - 大場美奈
No.C-0203。Room C-1。曾经把背叛自己的人全部打到送進醫院了，实力不弱。自認為信長消失後，自己為毒蛇組的頂點，与Paru对战后认定Paru为毒蛇组的顶点。其實本身是個害怕寂寞的人，喜歡跟同伴在一起。崇尚信長。
小耳 - 矢神久美
No.C-0240。Room C-1。乾貨三人組之一，耳朵总是能很一不小心地听到很多东西，解读唇语的能力很强。个人摇摆不定，会像强者那边倒戈。但被Paru救了後便认为Paru是自己的同伴
小吵 - 島田晴香
No.C-0207。Room C-2。喜欢锻炼肌肉。跟恶女只要一说话就会打起来，内心觉得自己才是毒蛇的顶点。跟随她的只有铁人一个。給別人吃她的酸梅，代表他認定了對方
鐵人 - 阿部玛利亚
No.C-0226。Room C-2。一直都是跟着小吵，两人关系很好。
無名 - 川榮李奈
No.C-0220。Room C-3。Team乾貨三人組之一，跟逗你玩是死黨，毒蛇組看似裡面最弱的人，父母已去世，但每次都會寄信回家，每次回信總是很興奮的炫耀，事實上，回信全是自己寫的。最終話被託付著監獄秘密，大家要無名跟著Paru逃出，也是最后逃出监狱的三人中的其中一人。
逗你玩（なんてね） - 木本花音
No.C-0262。Room C-3。乾貨三人組之一，跟無名是死黨，有一只布偶（萨利），话全部都让布偶来说，然后自己只说[逗你玩]。偶尔让布偶说些很严厉的话，再视情况而定接上一句[逗你玩]。跟無名關係很好，即使知道無名寄信的事實，也還是把無名當成好朋友。在監獄逃脫過程中，被抓住的逗你玩不透過布偶，本身傳達正面的喊話給正在逃脫的各位，讓大家更加激勵。
信長 - 松井珠理奈
No.C-0117。Room X-X。之前與Peace同室。原毒蛇组的顶点，战斗力强劲。因拒绝了监狱要求她作为清扫者（杀手）而被关入监狱的深处。於監獄逃脫記畫內帶領著大家。
猫鼬組
杏仁 - 入山杏奈
No.E-0210。Room E-4。猫鼬组的顶点。为人冷酷无情，根据小耳听到的说她曾经将学校里的老师面不改色地杀死。跟信長決鬥過，战斗力不逊于信长，但還未分出勝負。於第9話跟Paru決戰，被Paru擊倒後來互相回應彼此的認真。後來也在逃脫過程幫助Paru。
美宥 - 竹内美宥
No.E-0267。Room E-4。监狱方的人。杀害圭太的真正凶手。实力同样不容轻视，但平时在猫鼬组隐藏实力当跑腿的。第八话与Paru一战让Paru吃尽苦头，在最终话拼命为Paru掩护。在第11話，Paru已把美宥當成夥伴。
死鱼眼（メッシ） - 高橋朱里
No.E-0288。Room E-1。高科技黑客。曾帮监狱长清除户头的欠债，是山羊的搭档。在逃脫過程，駭入監獄系統幫助大家解除手環功能以及盜取監獄機密
山羊 - 永尾瑪利亞
No.E-0248。Room E-1。死鱼眼的搭档，对死鱼眼十分顺从。当说出“咬碎你”的时候，就是她生气的时候。
沙坑 - 山内鈴蘭
No.E-0244。Room E-2。喜欢打高尔夫球。性格暴躁易怒。
痴女 - 村重杏奈
No.E-0295。Room E-2。会讲俄罗斯语。常常由酸橘担当翻译。而实际上本人也会讲日语。其實本身很強
觸覺 - 加藤玲奈
No.E-0235。Room E-3。喜欢撑着一把伞。和酸橘搭档。经常抢酸橘的话头，偶尔会发出[嘶]的声音。
酸橘 - 市川美織
No.E-0234。Room E-3。喜欢撑着一把伞。和觸覺搭档。
其他的女囚
- 女囚 - 北原里英（第1・最終話）
- 女囚A - 関口茉弥 / 女囚B - 松下美優 / 女囚C - 野口綾奈（第1・最終話）
- 女囚 - 仲俣汐里、田野優花、岩田華怜、中村麻里子、高柳明音（第8 - 9話・最終話）

職員
所長 - 洞口依子
「監獄HOPE」的絕對權力者，担任马路须加监狱的所长，因为自己的儿子被杀害，以监狱为名寻找清道夫，陷害使Paru进入监狱，最后用手枪自杀
看守長 - 木村靖司
担任马路须加监狱的看守长。平常狂妄又低级下流超级讨厌。对小吵很温柔，喜欢小吵。
- 看守A - 三沢幸育
- 看守B - 山本智康
- 看守 - 雲雀大輔（第10 - 最終話） / 鈴木雄一郎、福津けんぞう（第10・最終話）

### 其他的登場人物
代代木圭太 - 福山一樹
現在已故，Paru最愛的人。
中年男 - 土井良雄
遺体（第11話）
No.A-0001。前作『馬路須加學園2』最終話的結尾被逮捕的前田敦子回想人物的遺体。
- 旁白 - 渡邊克己

## 音樂
主題曲
- 動機
- 歌:島崎遥香[3]　作詞:秋元康　作曲:福田貴訓　編曲:生田真心

開頭曲
- 破爛藍調（ぽんこつブルース）
- 歌:馬路須加3選抜　作詞:秋元康　作曲:福田貴訓　編曲:立山秋航・福田貴訓

## 播放日・副標題
| 各集                                                    | 日期          | 副標題     | 副標題              | 劇本       | 導演     |
| 各集                                                    | 日期          | 原文副標題 | 中譯副標題          | 劇本       | 導演     |
| ------------------------------------------------------- | ------------- | ---------- | ------------------- | ---------- | -------- |
| #01                                                     | 2012年7月13日 |            | 這裡也有認真        | 長谷川圭一 | 佐藤太   |
| #02                                                     | 2012年7月20日 |            | 夥伴的印記          | 德永友一   | 佐藤太   |
| #03                                                     | 2012年7月27日 |            | 這就是你的認真嗎    | 鎌田智惠   | 豐島圭介 |
| #04                                                     | 2012年8月10日 |            | 一打的淚水          | 山岡潤平   | 豐島圭介 |
| #05                                                     | 2012年8月17日 |            | 不要對我的夥伴出手  | 長谷川圭一 | 佐藤太   |
| #06                                                     | 2012年8月24日 |            | 信長登場！          | 德永友一   | 佐藤太   |
| #07                                                     | 2012年8月31日 |            | 監獄的意圖          | 山岡潤平   | 佐野友秀 |
| #08                                                     | 2012年9月7日  |            | 彷徨之拳            | 山岡潤平   | 豐島圭介 |
| #09                                                     | 2012年9月14日 |            | 頂點的覺悟          | 德永友一   | 豐島圭介 |
| #10                                                     | 2012年9月21日 |            | 了結！和同伴一起··· | 德永友一   | 廣田啓   |
| #11                                                     | 2012年9月28日 |            | 動機                | 山岡潤平   | 佐藤太   |
| 最終話                                                  | 2012年10月5日 |            | 破爛藍調            | 長谷川圭一 | 佐藤太   |
| 平均收視率 2.6%（收視率是關東地区・Video Research調查） |               |            |                     |            |          |

- 8月3日因直播倫敦奧運會停播。

## 播放電視台
| 播放地區      | 播放電視台           | 系列           | 播放期間                 | 播放日期・播放時間       |
| ------------- | -------------------- | -------------- | ------------------------ | ------------------------ |
| 關東廣域圏    | 東京電視台【制作局】 | 東京電視台系列 | 2012年7月13日 - 10月5日  | 週五 24時12分 - 24時53分 |
| 北海道        | 北海道電視台         | 東京電視台系列 | 2012年7月13日 - 10月5日  | 週五 24時12分 - 24時53分 |
| 愛知縣        | 愛知電視台           | 東京電視台系列 | 2012年7月13日 - 10月5日  | 週五 24時12分 - 24時53分 |
| 岡山縣 香川縣 | 瀨戶內電視台         | 東京電視台系列 | 2012年7月13日 - 10月5日  | 週五 24時12分 - 24時53分 |
| 福岡縣        | TVQ九州放送          | 東京電視台系列 | 2012年7月13日 - 10月5日  | 週五 24時12分 - 24時53分 |
| 大阪府        | 大阪電視台           | 東京電視台系列 | 2012年7月16日 - 10月8日  | 週一 23時58分 - 24時40分 |
| 福島縣        | 福島中央電視台       | 日本電視台系列 | 2012年9月27日 -          | 週四 25時13分 - 25時53分 |
| 新潟縣        | 新潟電視台           | 日本電視台系列 | 2012年10月11日 -         | 週四 24時43分 - 25時23分 |
| 熊本縣        | 熊本縣民電視台       | 日本電視台系列 | 2012年11月3日 -          | 週六 25時00分 - 25時40分 |
| 石川縣        | 北陸放送             | TBS系列        | 2012年9月6日 - 11月29日  | 週四 25時25分 - 26時05分 |
| 山形縣        | 山形電視台           | TBS系列        | 2012年10月8日 - 12月24日 | 週一 24時20分 - 25時00分 |
| 岩手縣        | IBC岩手放送          | TBS系列        | 2012年10月26日 -         | 週五 24時55分 - 25時35分 |
| 奈良縣        | 奈良電視台           | JAITS          | 2012年7月20日 - 10月12日 | 週五 25時30分 - 26時05分 |
| 和歌山縣      | 和歌山電視台         | JAITS          | 2012年11月24日 -         | 週六 24時00分 - 24時40分 |
| 滋賀縣        | 琵琶湖放送           | JAITS          | 2013年1月13日 -          | 週日 25時30分 - 26時10分 |

## 作品變遷
| 電視劇24                        | 電視劇24                                  | 電視劇24 |
| ------------------------------- | ----------------------------------------- | -------- |
|                                 | 馬路須加學園3 （2012.7.13 - 10.5）        |          |
| 幸運三人組 （2012.4.13 - 6.29） | 勇者義彥和惡靈之鑰 （2012.10.12 - 12.21） |          |

## 外部連結
- 馬路須加學園3 （页面存档备份，存于）